# Tyromyces hispidulinanus
Tyromyces hispidulinanus är en svampart som beskrevs av Corner 1989. Tyromyces hispidulinanus ingår i släktet Tyromyces och familjen Polyporaceae.   Inga underarter finns listade i Catalogue of Life.